# Chmelná
Chmelná est une commune du district de Benešov, dans la région de Bohême-Centrale, en République tchèque. Sa population s'élevait à 148 habitants en 2020.

## Géographie
Chmelná se trouve à 10 km au sud-est de Vlašim, à 27 km au sud-est de Benešov et à 62 km au sud-est de Prague.
La commune est limitée par Miřetice au nord, par Kuňovice et Borovnice à l'est, par Čechtice au sud, et par Pravonín à l'ouest.

## Histoire
La première mention écrite de la localité date de 1375.